# Thecla carolena
Thecla carolena är en fjärilsart som beskrevs av William Chapman Hewitson 1874. Thecla carolena ingår i släktet Thecla och familjen juvelvingar. Inga underarter finns listade i Catalogue of Life.